# Nederländerna i olympiska vinterspelen 1936
Nederländerna deltog med 8 deltagare vid de olympiska vinterspelen 1936 i Garmisch-Partenkirchen. Ingen av landets deltagare erövrade någon medalj.